# 제37회 아카데미상 외국어영화상 출품작 목록
다음은 제37회 아카데미 시상식 외국어영화상 출품작 목록이다. 아카데미 외국어 영화상은 1956년 미국 영화 예술 과학 아카데미 (AMPAS)가 미국 국외에서 제작된 비영어권 영화를 대상으로 시상하기 위해 제정되었다. 이후 외국어영화상은 매년 수여되었으며, 수상자는 출품국가로 여겨지지만 상 자체는 해당 영화의 감독이 수락한다. 아카데미측은 한 국가당 한 편의 영화만 허용되는 원칙에 의거, 여러 국가를 초청하여 자국 최고의 영화를 출품하도록 요청하고 있다.
제37회 아카데미상에서는 총 18편의 작품이 외국어영화상 부문에 출품되었다. 체코슬로바키아, 이스라엘, 튀르키예가 처음으로 아카데미 외국어영화상 부문에 도전하였다. 최종 후보로는 프랑스, 이스라엘, 이탈리아, 일본, 스웨덴의 출품작이 선정되었으며, 이탈리아에서 출품한 소피와 로렌, 마르첼로 마스트로이아니 주연의 로맨틱 코미디 영화 《어제, 오늘, 내일》이 수상하였다.

## 출품작
| 출품국         | 제목                  | 원제                           | 언어             | 감독                                     | 결과   |
| -------------- | --------------------- | ------------------------------ | ---------------- | ---------------------------------------- | ------ |
| 브라질         | 검은 신, 하얀 악마    | Deus e o Diabo na Terra do Sol | 포르투갈어       | 글라우베르 호샤                          | 미후보 |
| 체코슬로바키아 | 레몬에이드 죠         | Limonádový Joe                 | 체코어           | 올드르지흐 립스키                        | 미후보 |
| 덴마크         | 세크스테트            | Sekstet                        | 덴마크어         | 아넬리즈 호브만                          | 미후보 |
| 이집트         | 신부의 어머니         | أم العروسة Omm el aroussa      | 아랍어           | 아테프 살렘                              | 미후보 |
| 프랑스         | 쉘부르의 우산         | Les parapluies de Cherbourg    | 프랑스어         | 자크 드미                                | 후보   |
| 그리스         | 반역                  | Προδοσία Prodosia              | 그리스어         | 코스타스 마누사키스                      | 미후보 |
| 홍콩           | 신제소인연            | 新啼笑姻缘                     | 중국어           | 호멍화, 위에펑, 도칭, 뤄전, 옌춘, 시에춘 | 미후보 |
| 이스라엘       | 살라 샤바티           | סאלח שבתי Sallah Shabati       | 히브리어         | 에프라임 키숀                            | 후보   |
| 이탈리아       | 어제, 오늘, 내일      | Ieri, oggi, domani             | 이탈리아어       | 비토리오 데 시카                         | 수상   |
| 일본           | 모래의 여자           | 砂の女                         | 일본어           | 데시가하라 히로시                        | 후보   |
| 대한민국       | 벙어리 삼룡           | 벙어리 삼룡                    | 한국어           | 신상옥                                   | 미후보 |
| 네덜란드       | 모든 사람들           | Alleman                        | 네덜란드어       | 베르 한스트라                            | 미후보 |
| 폴란드         | 승객                  | Pasażerka                      | 폴란드           | 안제이 뭉크 / 위톨드 레지위츠            | 미후보 |
| 스페인         | 상복 입은 소녀        | La Niña de luto                | 스페인어         | 마누엘 수메르스                          | 미후보 |
| 스웨덴         | 콜펜 마을에서 생긴 일 | Kvarteret Korpen               | 스웨덴           | 보 비더버그                              | 후보   |
| 대만           | 정인석                | 情人石                         | 중국어           | 레이판                                   | 미후보 |
| 튀르키예       | 마른 여름             | Susuz Yaz                      | 튀르키예어       | 메틴 에르크산 / 데이비드 E. 더스턴       | 미후보 |
| 유고슬라비아   | 스코페 '63            | Skoplje '63                    | 세르보크로아트어 | 벨코 불라이치                            | 미후보 |